# Scout Taylor-Compton
Scout Taylor-Compton, geboren als Desariee Starr Compton (Long Beach, 21 februari 1989), is een Amerikaans actrice.
Ze maakte in 2000 haar acteerdebuut als een jongere versie van Courtney Thorne-Smiths personage Georgia in een aflevering van Ally McBeal. Haar eerste filmrol volgde in 2003, als Molly in 7 Songs.

## Filmografie
*Exclusief televisiefilms
| - Penance Lane (2020) - Getaway (2020) - Diverted Eden (2020) - Star Light (2020) - Eternal Code (2019) - The Lurker (2019) - The Lumber Baron (2019) - Randy's Canvas (2018) - Cynthia (2018) - Feral (2017) - Andover (2017) - Ghost House (2017) - Dirty Lies (2017) - After Party (2017) - Get the Girl (2017) - Return to Sender (2015) - Tag (2015) - Flight 7500 (2014) - The Guilty Innocent (2014) - Wet and Reckless (2013) - The Silent Thief (2012) - 247°F (2011) - Triple Dog (2010) - Love Ranch (2010) - The Runaways (2010) - Life Blood (2009) - Love At First Hiccup (2009) - Halloween II (2009) | - Smile Pretty (2009) - Obsessed (2009) - April Fool's Day (2008) - Halloween (2007) - An American Crime (2007) - Wicked Little Things (2006) - Tomorrow Is Today (2006) - Sleepover (2004) - 13 Going on 30 (2004) - 7 Songs (2003) |

## Televisieseries
- Nashville – Erin (2015–2016, zeven afl.)
- Charmed – Fairy (2002–2006, acht afleveringen)
- Unfabulous – Molly (2004–2005, twee afleveringen)
- Gilmore Girls – Clara Forester (2001–2004, vier afleveringen)
- The Guardian – Tiffany Skovich (2003–2004, twee afleveringen)

- Biblioteca Nacional de España: XX5184569
- Bibliothèque nationale de France: cb157714674 (data)
- Gemeinsame Normdatei: 1025498089
- International Standard Name Identifier: 0000 0000 7727 8191
- Library of Congress Control Number: no2010025071
- Virtual International Authority File: 107425832
- WorldCat: E39PBJyxc9YVHhqt9hrwFymGHC